# 이강현 (영화 감독)
이강현(1975년 8월 29일 ~ 2023년 3월 5일)은 대한민국의 영화 감독이다.

## 영화
- 2006년 파산의 기술
- 2011년 보라
- 2019년 얼굴들
- 그는 2006년 만든 첫 장편 다큐멘터리 영화 '파산의 기술'이 서울독립영화제와 암스테르담국제영화제 등 국내외 여러 영화제에 상영되며 주목을 받았다. 이후 담담하게 노동 현실을 고발한 '보라'로 2011년 제12회 전주국제영화제 관객평론가상을 받았고, 2012년 제2회 시네마테크 KOFA가 주목한 한국영화에 선정됐다. 첫 극영화이자 마지막 작품이 된 '얼굴들'도 2017년 제43회 서울독립영화제 심사위원상, 2017년 제22회 부산국제영화제 시민평론가상, 2019년 제20회 부산영화평론가협회상 심사위원특별상 등을 받았다. 독립영화 쪽에서 활동해 대중적 인지도는 낮았지만 정성일, 유운성 등 한국 평론가들이 호평했던 감독으로 꼽힌다.